# Gonzalo Higuaín
Gonzalo Gerardo Higuaín, född 10 december 1987 i Brest, Finistère, Frankrike, är en argentinsk före detta fotbollsspelare som senast spelade för Inter Miami i MLS. Han spelade även mellan 2009 och 2018 för Argentinas landslag. 
Higuaíns övergångssumma från Napoli till Juventus 2016 landade på 90 miljoner euro (855 miljoner kronor) vilket gjorde honom till den dyraste fotbollsspelaren genom tiderna inom italiensk fotboll.
I oktober 2022 meddelade Higuain att han skulle avsluta sin professionella karriär efter den då pågående säsongen.

## Klubbkarriär
Higuaín köptes till Real Madrid från argentinska River Plate vintern 2007, då han skrev på ett kontrakt som sträckte sig fram till 1 juni 2013. Han kostade då Real Madrid 13 miljoner euro. Higuaín debuterade för Madridlaget i januari 2007 hemma mot Real Zaragoza. Hans position i laget kom att bli anfallare, med nummer 20 på ryggen. Higuaín blev under säsongen 2008/2009 en av Real Madrids mest tongivande spelare.
Efter en operation i januari 2011 såg det ut som om Higuaín skulle bli borta från fotbollen för resten av säsongen 2010–2011. Men han tillfrisknade fortare än väntat och gjorde sitt första framträdande efter skadan vid ett inhopp mot Sporting de Gijón 2 april 2011.
Den 25 juli 2013 bekräftade Napoli på sin webbplats att man skrivit ett långtidskontrakt med argentinaren. Femårskontraktet tillförsäkrar honom en sammanlagd lön på 42 miljoner euro.
Efter en tid i Napoli så meddelade Juventus att man köpt Higuain för 855 miljoner kronor, vilket gjorde honom till den dyraste värvningen i italiensk fotbolls historia.
Under tiden i Juventus så lånades Higuain ut till Milan och Chelsea. I september 2020 så bröt Higuain sitt kontrakt med Juventus.
En kort tid efter att Higuain lämnat Juventus så skrev han på för den amerikanska klubben Inter Miami. Higuains sista professionella match var en 3-0 förlust mot New York City FC i 2022 års MLS-slutspel.

## Landslagskarriär
Higuaín debuterade för Argentinas landslag februari 2008, i en vänskapsmatch mot Guatemala. Han gjorde sitt första landslagsmål oktober 2009, mot Paraguay. Den 17 juni 2010, i en VM-match mot Sydkorea, gjorde Higuaín hattrick (tre mål).

## Meriter

### Real Madrid
- La Liga: 2006/2007, 2007/2008, 2011/2012
- Copa del Rey: 2010/2011
- Supercopa de España: 2007/2008, 2011/2012

### Napoli
- Coppa Italia: 2013/2014
- Supercoppa italiana: 2014

## Statistik

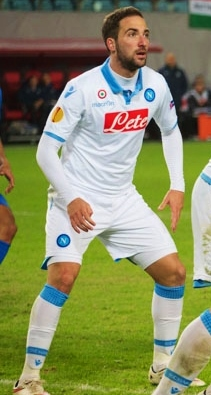

Senast uppdaterad 8 juni 2011
| Klubb              | Säsong             | Ligan   | Ligan | Ligan  | Cup     | Cup | Cup    | Kontinentala cuper | Kontinentala cuper | Kontinentala cuper | Övrigt  | Övrigt | Övrigt | Totalt  | Totalt | Totalt |
| Klubb              | Säsong             | Matcher | Mål   | Assist | Matcher | Mål | Assist | Matcher            | Mål                | Assist             | Matcher | Mål    | Assist | Matcher | Mål    | Assist |
| ------------------ | ------------------ | ------- | ----- | ------ | ------- | --- | ------ | ------------------ | ------------------ | ------------------ | ------- | ------ | ------ | ------- | ------ | ------ |
| River Plate        | 2004–05            | 3       | 0     | 0      | 0       | 0   | 0      | 0                  | 0                  | 0                  | 0       | 0      | 0      | 3       | 0      | 0      |
| River Plate        | 2005–06            | 12      | 5     | 5      | 5       | 3   | 0      | 0                  | 0                  | 0                  | 0       | 0      | 0      | 18      | 8      | 5      |
| River Plate        | 2006–07            | 17      | 10    | 11     | 0       | 0   | 0      | 0                  | 0                  | 0                  | 1       | 0      | 0      | 19      | 10     | 11     |
| River Plate        | Totalt             | 32      | 15    | 16     | 5       | 3   | 0      | 0                  | 0                  | 0                  | 1       | 0      | 0      | 38      | 18     | 16     |
| Real Madrid        | 2006–07            | 19      | 2     | 3      | 2       | 0   | 0      | 2                  | 0                  | 0                  | 0       | 0      | 0      | 23      | 2      | 3      |
| Real Madrid        | 2007–08            | 25      | 8     | 3      | 2       | 1   | 0      | 5                  | 0                  | 0                  | 0       | 0      | 0      | 32      | 9      | 3      |
| Real Madrid        | 2008–09            | 34      | 22    | 9      | 2       | 1   | 0      | 7                  | 0                  | 0                  | 1       | 1      | 0      | 44      | 24     | 9      |
| Real Madrid        | 2009–10            | 32      | 27    | 5      | 1       | 0   | 0      | 7                  | 2                  | 1                  | 0       | 0      | 0      | 39      | 29     | 6      |
| Real Madrid        | 2010–11            | 17      | 10    | 6      | 2       | 1   | 0      | 6                  | 3                  | 0                  | –       | –      | –      | 25      | 14     | 6      |
| Real Madrid        | Totalt             | 127     | 69    | 25     | 11      | 3   | 0      | 27                 | 4                  | 1                  | 1       | 1      | 0      | 166     | 77     | 27     |
| Totalt i karriären | Totalt i karriären | 162     | 82    | 41     | 16      | 6   | 0      | 27                 | 4                  | 1                  | 2       | 1      | 0      | 207     | 93     | 43     |